# Rui Soares
Rui Soares (* 5. Oktober 1993 in Porto) ist ein portugiesischer Squashspieler.

## Karriere
Rui Soares begann seine Karriere im Jahr 2012 und gewann bislang drei Titel auf der PSA World Tour. Seine höchste Platzierung in der Weltrangliste erreichte er mit Rang 53 am 13. März 2023. Er nahm 2017 erstmals an der Europameisterschaft teil, wo er das Achtelfinale erreichte. In diesem unterlag er Raphael Kandra. Im selben Jahr qualifizierte er sich – als erster Portugiese – erstmals für das Hauptfeld der Weltmeisterschaft. Von 2015 bis 2025 wurde er zehnmal in Folge portugiesischer Landesmeister, nur unterbrochen von der ausgefallenen Austragung 2020 aufgrund der COVID-19-Pandemie.

## Erfolge
- Gewonnene PSA-Titel: 3
- Portugiesischer Meister: 10 Titel (2015–2019, 2021–2025)